# Drahtseil

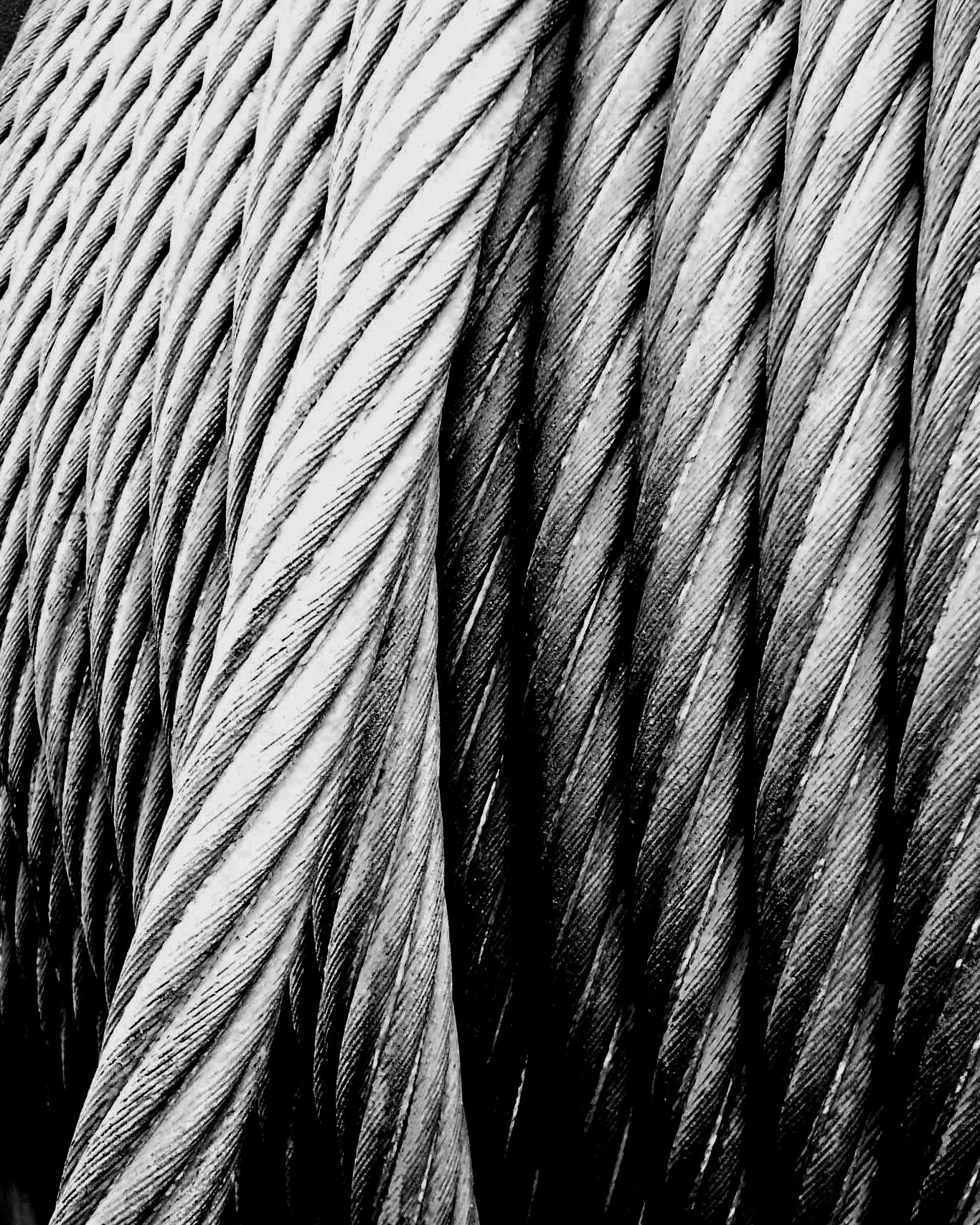
Das Stahlseil vom Förderturm der Zeche Zollern

Aufbauschema eines 6×19 Drahtseils

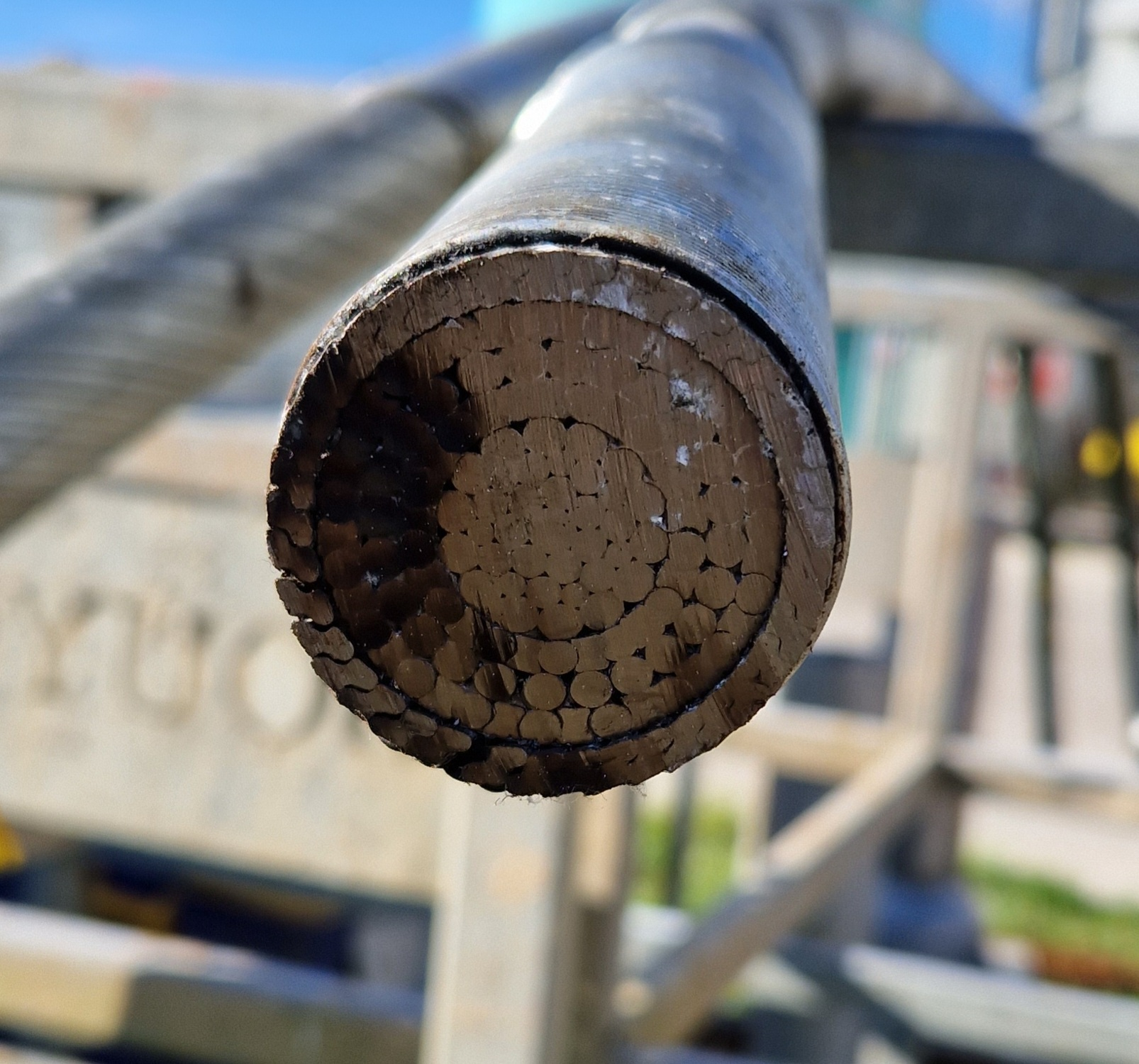
Querschnitt

Ein Drahtseil (auch: Stahlseil) ist ein Seil, das aus Drähten und nicht aus Natur- oder Kunstfasern besteht. Die Drähte sind aus Metall, in der Regel aus Stahl.
Der Begriff Drahtseil bezeichnet fast immer ein sogenanntes geschlagenes Seil, bei dem die Drähte zu Litzen bzw. Kardeelen und diese zum Seil verdreht, also geschlagen werden. Für spezielle Verwendungen gibt es auch geflochtene Seile. Die Seile großer Hängebrücken bestehen dagegen aus vielen parallel liegenden, zusammengepressten Drähten. Dienen die Litzenseile oder Drähte zur Leitung von elektrischem Strom, werden sie Kabel genannt.
Die Verdrehung der Litzen (siehe dazu auch Schlagrichtung) ist die Voraussetzung, dass sich ein Drahtseil, ohne zu brechen, mehrmals biegen und wie etwa bei Seilrollen und den Seilscheiben von Seilbahnen überhaupt umlenken lässt. Denn beim Biegen des geschlagenen Seils verzwirbelt oder entzwirbelt sich je nach Biegerichtung die Verdrehung an dieser Stelle, das gesamte Seil wird geringfügig kürzer oder länger und steht unter zusätzlicher elastischer Zugbelastung oder Zugentlastung. Beim anschließenden zwangsgeführten Geradebiegen des Seils (nach der Umlenkrolle einer Seilbahn oder beim Abwickeln einer Seilrolle) wird die vorherige Verdrehung und Längenänderung wieder aufgehoben. Für beide Biegevorgänge (krumm biegen und wieder gerade biegen) ist Biegearbeit zur Überwindung der inneren Reibung der Litzen aneinander nötig (siehe dazu auch Seil#Gleichschlagseile).
Damit sich ein Seil unter Last nicht von selbst entzwirbelt und streckt, werden mehrere Seillagen im Gegenschlag verzwirbelt übereinandergelegt, daraus resultiert die Torsionssteifigkeit des Seils, die das rückdrehende Kraftmoment bewirkt.

## Geschichte
Während Seile aus parallel liegenden Drähten älter sind und schon von Marc Seguin für seine ab 1823 gebauten Hängebrücken verwendet wurden, wurde das geschlagene Drahtseil 1834 von Oberbergrat Julius Albert in Clausthal erfunden. Die bis dahin im Oberharzer Bergbau verwendeten Ketten wurden durch die Belastungen des Auf- und Abrollens geschädigt und brachen immer wieder, mit zum Teil verheerenden Folgen. Um das totale Versagen der gesamten Kette beim Brechen nur eines einzelnen Gliedes zu verhindern, startete Albert Versuche mit einem Drahtseil. Es bestand aus drei Litzen zu je vier Drähten aus Schmiedeeisen von je 3,5 mm Durchmesser. Das Seil war im Gleichschlag (auch Albertschlag genannt) hergestellt. Erste Praxisversuche wurden erfolgreich im Februar 1834 in der Grube Caroline (Clausthal) durchgeführt.

## Herstellung
Das Schlagen der Drähte geschieht auf den Verseilmaschinen. Dabei trägt ein drehbarer Verseilkorb eine gewisse Anzahl von Drahthaspeln, von denen die Drähte durch den Verseilkopf (eine Scheibe mit der entsprechenden Anzahl von Löchern) bis zum Lager laufen und dabei wendelförmig um einen Kerndraht geschlungen werden. Die aus dem Lager auslaufende fertige Drahtlitze wird wiederum auf einer Haspel aufgewunden. Die Verseilung kommt durch das Zusammenwirken von Zug an der Litze und gleichzeitiger Drehung des Verseilkorbes zustande. Das so erzeugte Produkt wird als Spiralseil bezeichnet, sofern es in dieser Form z. B. als Abspannseil eingesetzt wird. Litzen sind dagegen zur weiteren Verseilung bestimmt.
Im nächsten Arbeitsgang werden mehrere Litzen von einem weiteren Verseilkopf um eine Einlage herum zum fertigen Seil geschlagen. Die Einlage kann aus Natur- oder Kunstfasern, einem Stahldraht mit oder ohne Kunststoffumhüllung oder aus einem Kunststoffprofil bestehen. Die meist verwendeten Litzenseile sind zweifach verseilt, es gibt jedoch auch Seile mit mehreren Lagen.
Dem Flechten liegt die Flechtformel zugrunde.

## Hersteller
Die Drahtseil-Industrie im deutschsprachigen Raum ist mittelständisch geprägt. Sie koordiniert sich in der Drahtseil-Vereinigung.

## Konstruktion

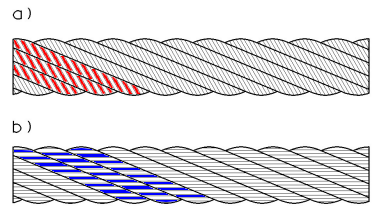
a) Gleichschlag b) Kreuzschlag

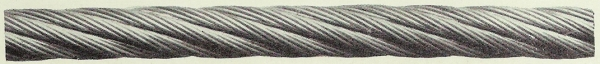
Gleichschlagseil

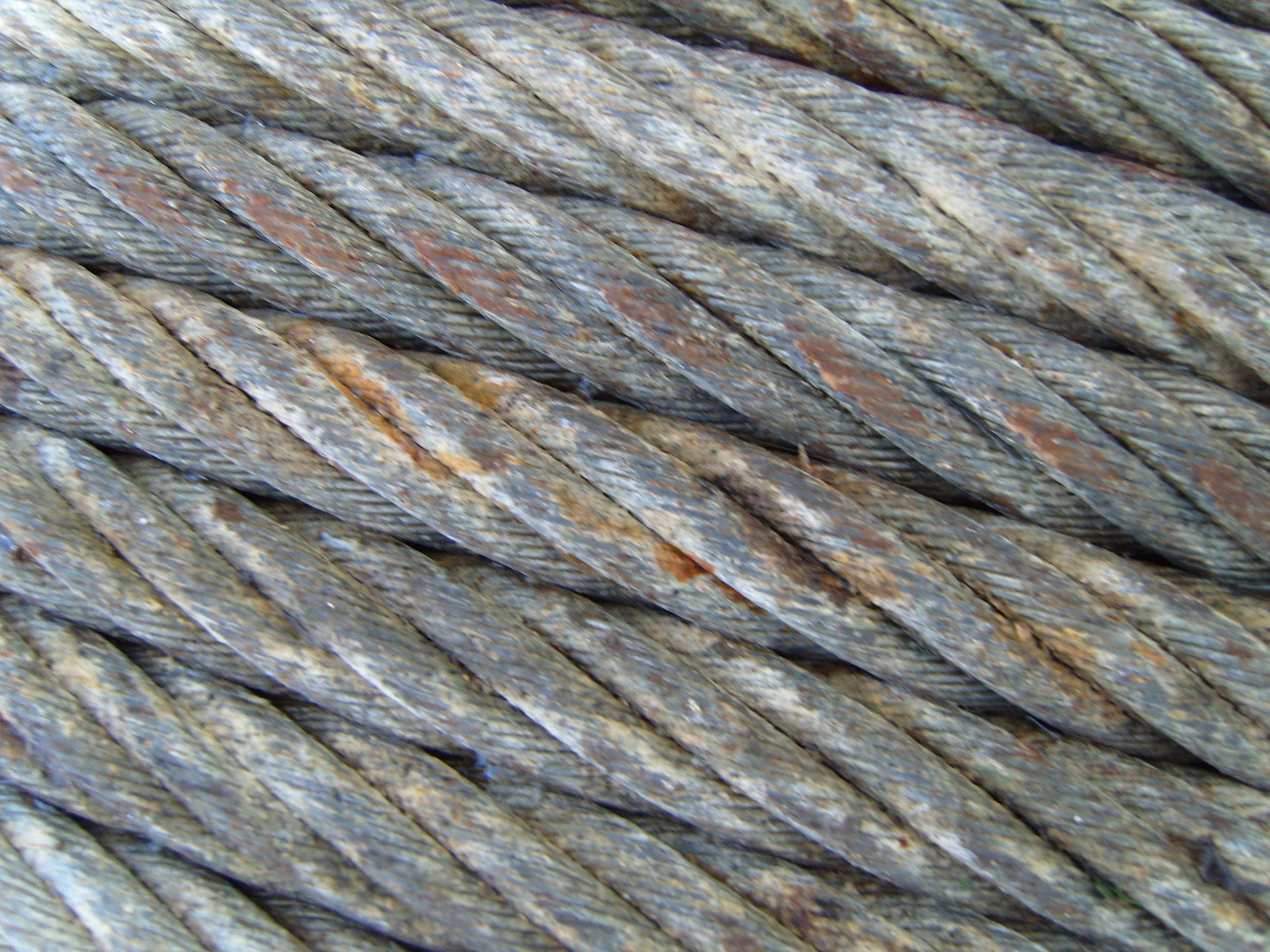
Kreuzschlagseil

Die Drähte, aus denen Drahtseile zusammengesetzt sind, bestehen im Normalfall aus unlegiertem Stahl mit einem hohen Kohlenstoffgehalt von 0,4 bis 0,9 %. Die sehr hohe Festigkeit der Drähte wird durch Kaltziehen erzeugt.
Wegen der höheren Seillebensdauer werden meist Gleichschlagseile eingesetzt, bei denen sich die Drähte der Drahtlagen nicht kreuzen. Die Seile heißen Gleichschlagseile, wenn die Litzendrähte dieselbe Schlagrichtung haben wie die Litzen selbst, und sie heißen Kreuzschlagseile, wenn die Schlagrichtung entgegengesetzt ist.
Als Litzenseil oder Rundlitzenseil wird die einfache Form des Seils bezeichnet, bei der die außenliegenden Litzen sichtbar sind. Sie können blank, verzinkt oder mit verschiedenen Kunststoffen in unterschiedlichen Farben ummantelt sein. Seile mit der zusätzlichen Bezeichnung Seale haben Litzen aus einer Stahleinlage, einer Lage dünnerer und einer Lage dickerer Drähte. Warrington-Seale bezeichnet Seile mit einer Drahteinlage, zwei Lagen dünnerer Drähte und einer Lage dickerer Drähte. Handelsübliche Seile haben Durchmesser von 1,5 bis zu 60 mm.
Bei einem kompaktierten oder verdichteten Seil werden die außenliegenden Litzen durch einen Ziehstein geführt und dadurch abgeflacht. Dadurch wird der Seildurchmesser reduziert, und das geglättete Seil läuft leichter über Rollen und Seilscheiben oder durch die Hülle eines Bowdenzugs. Bei anderen Litzenseilen werden die Litzen so auf eine Einlage aus einem Kunststoffstab gepresst, dass der Kunststoff den Innenraum zwischen den Litzen vollständig ausfüllt, was die Litzen stabilisiert und ihre Berührung verhindert.
Verschlossene Seile haben eine äußere Lage aus Profildrähten, die so ineinandergreifen, dass das Seil eine glatte Oberfläche aufweist und weitgehend vor dem Eindringen von Feuchtigkeit und Schmutz geschützt ist. Ihre Außendrähte können beim Bruch nicht aus dem Seilverband austreten. Vollverschlossene Seile haben zum besseren Schutz zwei solche Lagen aus Profildrähten. Sie werden meist als Tragseile für Seilbahnen verwendet. Es gibt vollverschlossene Tragseile mit einem Durchmesser von 90 mm, einer Mindestbruchkraft von 918 t und einem Gewicht von 48 kg pro Meter. Vollverschlossene Tragseile können auch mit integrierten Strom- und Lichtwellenleitern ausgerüstet sein.
Bezeichnungen wie 6×7 bedeuten, dass das Seil aus 6 Litzen mit jeweils 7 Drähten besteht. Ein 6×19 Standardseil hat demnach 6 Litzen, die aus jeweils 19 Drähten bestehen; ein 8×36 WS hat 8 Litzen mit je 36 Drähten in der Bauart Warrington-Seale. Buchstaben wie FC (fibre core) bezeichnen eine Fasereinlage, NFC eine Einlage aus Naturfasern, SFC eine aus Synthetikfasern und WC eine Stahleinlage.
Nach ihrer Konstruktion (Aufbau) sind die Drahtseile nach DIN EN 12385 in Klassen aufgeteilt. Außerdem sind darin die Seilgrößen definiert.
Begrenzende Faktoren für die Zugfestigkeit oder die Länge eines Seiles sind nicht nur die Größe der Verseilmaschinen, sondern häufig auch das Gesamtgewicht der Kabelrolle mit dem fertigen Seil und die Transportmöglichkeiten zum Einsatzort.

## Verwendung

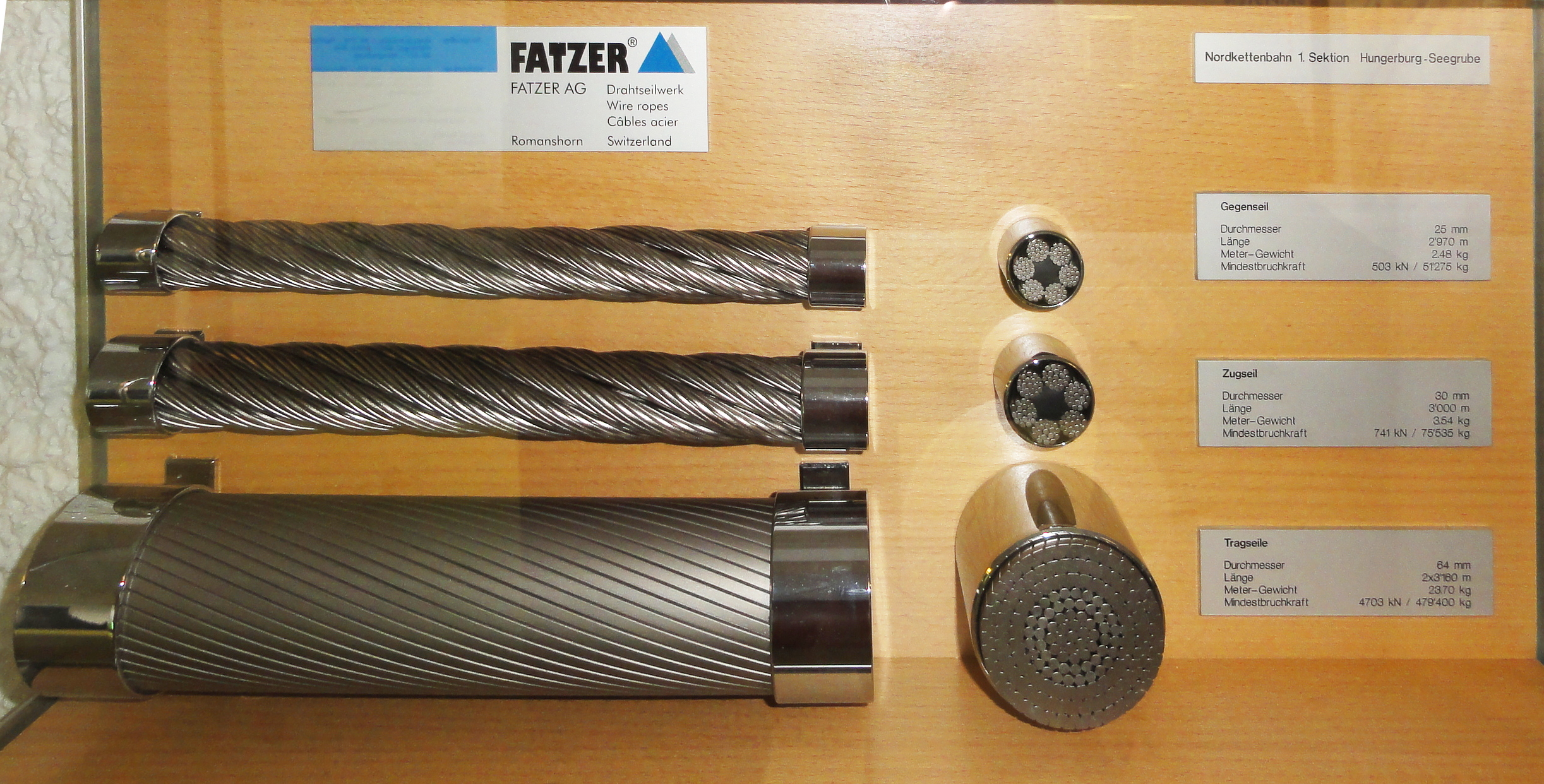
Nordkettenbahn (1. Sektion): Gegenseil, Zugseil und Tragseil

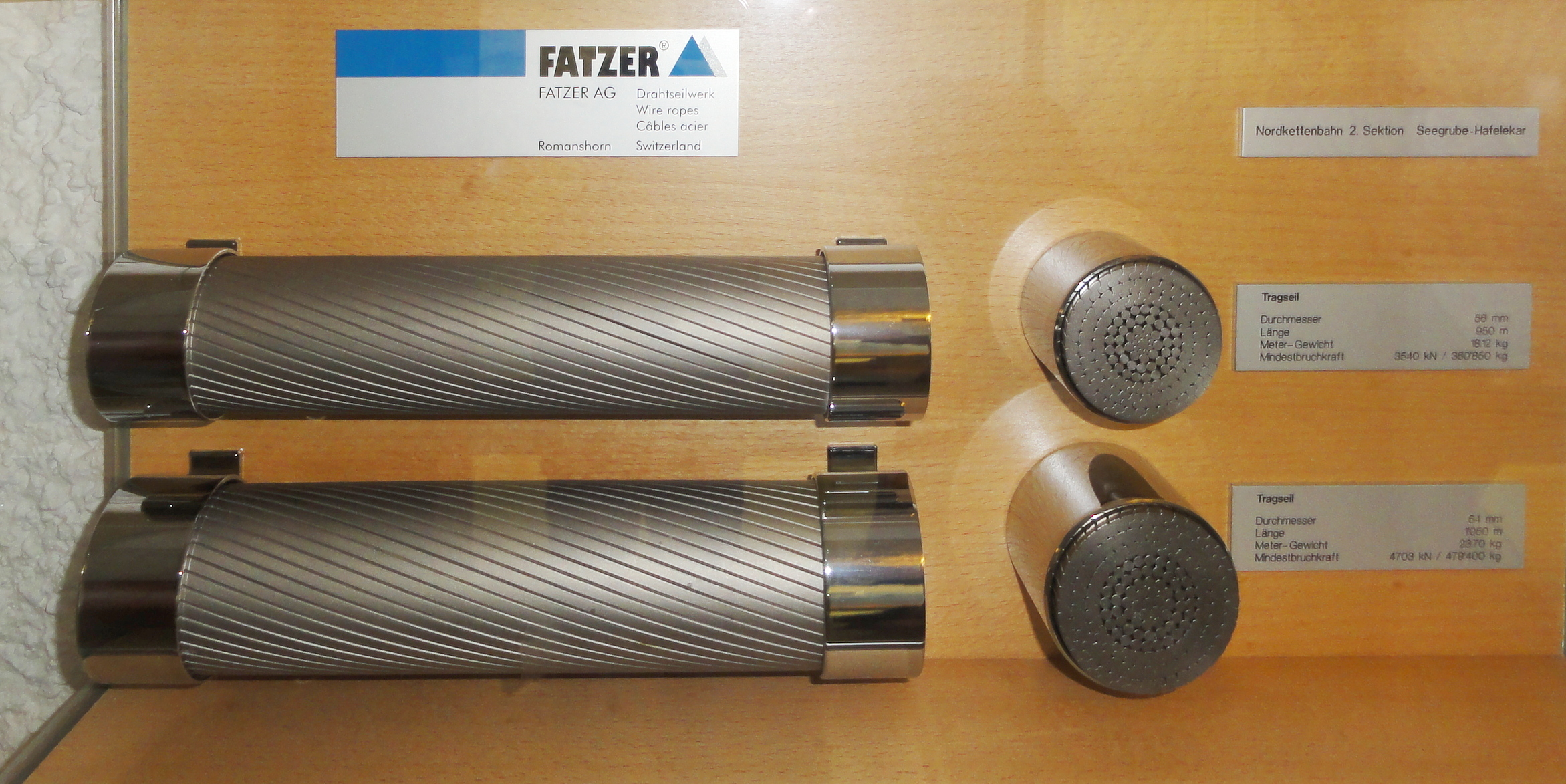
Nordkettenbahn (2. Sektion): Tragseile

Drahtseile werden in unterschiedlichen Größen und Arten zu den verschiedensten Zwecken verwendet, angefangen vom dünnen und biegsamen Zugseil für die Gangschaltung am Fahrrad, dem weniger biegsamen und stärkeren Bowdenzug für die Bremsen und den eher steifen Halterungen für Halogenleuchten, über Seile zur Bedienung medizinischer Untersuchungsgeräte, die Seilzüge für die Steuerung von Flugzeugen, besonders schwarze Seile für den Schnürboden von Theatern, über unterschiedliche Seile für Aufzüge und das Heben von Schleusentoren, für Winden, Bagger, Krane, Seilablaufanlagen und Seilbahnen bis zu den Seilen für Schrägseilbrücken. Auch zur Abspannung von Sendemasten kommen im Regelfall Drahtseile zum Einsatz.
Eine weitere wichtige Anwendung sind elektrische Leiter von Freileitungen (hier werden häufig Seile verwendet, die aus Stahl und Aluminium bestehen) und für Drahtantennen, wie sie bei manchen Sendeantennen für Längst-, Lang-, Mittel- und Kurzwelle verwendet werden.
Einfache Litzenseile sind zwar elastisch, dehnen sich aber unter Lasteinwirkung, werden dadurch dünner und drehen sich bei freihängenden Lasten. Seile haben aber unterschiedlichste Anforderungen zu erfüllen. Durch besondere Konstruktions- und Herstellungsmethoden werden bestimmte Seile daher besonders elastisch und flexibel, um über kleine Rollen zu laufen, und haben günstige Dauerbiegewechseleigenschaften. Bei anderen wird ein geringer Verschleiß betont. Wieder andere sind hochtemperaturbeständig oder amagnetisch oder besonders korrosionsresistent. Aufzugseile sollen einen möglichst gleichbleibenden Durchmesser haben, um in den Antriebsscheiben nicht zu rutschen. Seile für die Abspannung von Masten und ähnliche Halteseile sollen wenig ausdehnbar sein, sie werden deshalb manchmal im Werk vorgereckt. Tragseile von Seilbahnen sollen sich unter den Rollen wenig biegen und für einen ruhigen Lauf äußerlich glatt und vibrationsarm sein. Anschlagseile sollen große Lasten tragen, aber an den Kanten der Last nicht brechen und sich auch nicht verdrehen.
Die vier wesentlichen Seilarten sind:
- Laufende Seile (Litzenseile) sind durch Zugkräfte und durch schwellende Biegung beim Lauf über Seilscheiben beansprucht.
- Stehende Seile (meist Spiralseile) sind durch Zugkräfte – meist nur wenig schwellend – beansprucht.
- Tragseile (verschlossene Seile) werden durch Zugkräfte und über Tragrollen durch Querkräfte belastet. Die Tragseile nehmen dabei wegen der Seilbiegesteifigkeit nicht die Krümmung der Tragrollen an.
- Anschlagseile (Litzenseile) werden durch Zugkräfte, aber vor allem durch Biegung bei der meist recht scharfen Umlenkung an der Last beansprucht.

### Zubehör

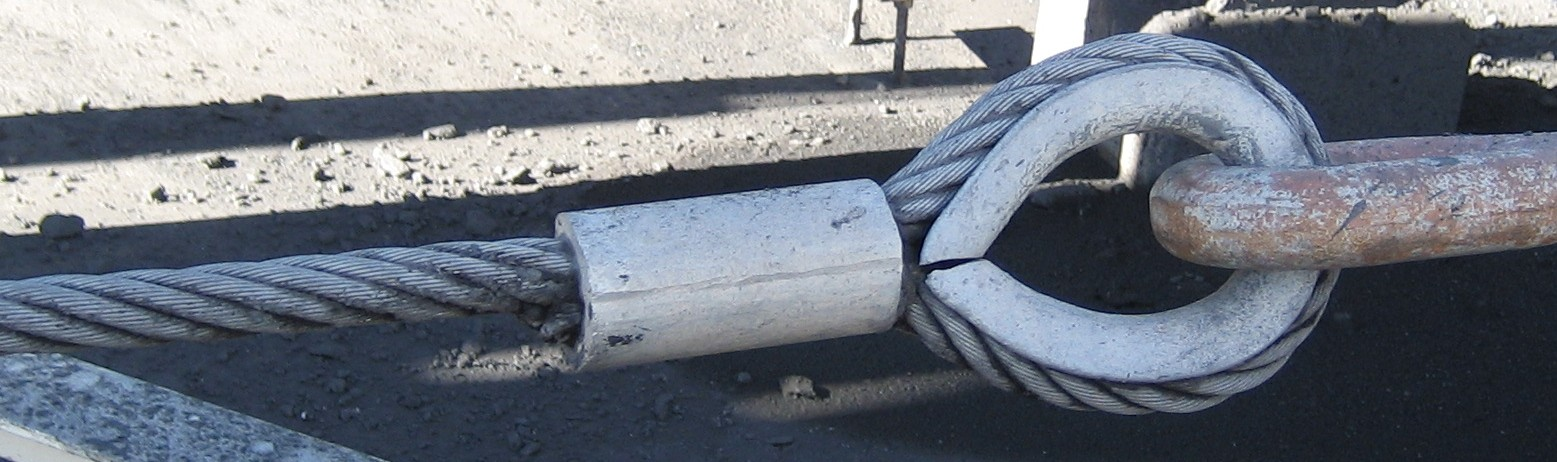
Seilauge mit Kausche und verpresster Alu-Klemme

Um Seile als Seilstrecke zu verwenden, wird ein Seileinband montiert. Es gibt umfangreiche Varianten, wie zum Beispiel Pressklemmen, um ein Aufdröseln des Seilendes zu verhindern, Kauschen zur Verstärkung eines Seilauges, Spannschlösser, Wantenspanner und so weiter. Nur von erfahrenen Spezialisten anwendbar sind schließlich die speziellen Spanngliedverankerungen im Spannbetonbau und die Rückverankerungen der Tragseile von Seilbahnen.
Werden zwei Seilenden miteinander verbunden, weil beispielsweise das Seil als Seilring verwendet wird, kommt die Seillängsverbindung zum Einsatz.

## Seilbruchkraft
Die Seilbruchkraft von Drahtseilen wird vom Durchmesser (d), dem Füllfaktor (f), dem Verseilfaktor (k) und der Festigkeit (Rm) des Stahls bestimmt. Als Durchmesser (d) gilt der größte Außendurchmesser des Seils (Kantenmessung). Der Füllfaktor bestimmt den Anteil des Stahlquerschnitts am Gesamtquerschnitt. Der Verseilfaktor ist bauartbedingt; Seile haben immer eine um etwa 5 bis 15 % niedrigere Festigkeit als die Summe der Festigkeit der einzelnen Drähte.
Die Mindestbruchkraft (MBK), das heißt die Kraft, die das Seil im Zugversuch mindestens erreichen muss, wird dann nach folgender Formel berechnet:
{\displaystyle F_{\mathrm {min} }={\frac {f\cdot R_{m}\cdot k\cdot d^{2}\cdot \pi }{4}}}
Für die vielverwendeten Parallelschlagseile mit Stahleinlage und der Festigkeit {\displaystyle R_{m}=1770\,\mathrm {N/mm^{2}} } ist zum Beispiel die Mindestbruchkraft nach DIN-EN 12385:
{\displaystyle F_{\mathrm {min} }=630\,\mathrm {N} \cdot \left({\frac {d}{1\,\mathrm {mm} }}\right)^{2}}

## Bemessung
Betrachtet werden laufende Seile, die in vielfältiger Weise eingesetzt werden. Bei Anwendungen, bei denen beim Bruch der Seile Personen oder Sachen zu Schaden kommen könnten, gibt es Normen zur Bemessung der Seiltriebe. Mit diesen Normen wird vor allem das Verhältnis von Mindestseilbruchkraft zur Seilzugkraft und das Verhältnis von Scheiben- und Seildurchmesser vorgegeben. Eine allgemein geltende Bemessungsmethode für Seiltriebe, die auch vielfach ergänzend zu den Normen eingesetzt wird, berechnet die fünf Bemessungsgrenzen:
- Arbeitsspielzahl (Seillebensdauer) bis zur Seilablegereife oder bis zum Seilbruch. Die Arbeitspielzahl muss den Anforderungen des Anwenders entsprechen.
- Donandtkraft (Fließgrenze der Seildrähte je nach Biegedurchmesserverhältnis D/d). Strikte Grenze. Die Seilzugkraft S bei der Nennbeanspruchung muss kleiner sein als die Donandtkraft SD1 (1-%-Grenze).
- Gewaltbruch (Verhältnis von Mindestseilbruchkraft zur Stoßkraft). Das Verhältnis der Mindestseilbruchkraft zur Seilzugkraft {\displaystyle F_{\mathrm {min} }/S=2{,}5\dots 12} je nach Art des jeweiligen Seiltriebs, teilweise in Normen bestimmt.
- Ablegedrahtbruchzahl (Erkennbarkeit der Seilablegereife). Für Hubwerke, bei denen ein Lastabsturz durch Inspektion verhindert werden soll, sollte die Ablegedrahtbruchzahl auf einer Referenzlänge von 30-fachem Seildurchmesser mindestens BA30 = 8 betragen.
- Optimaler Seildurchmesser (Wirtschaftlichkeit). Bei gegebener Seilzugkraft und gegebenem Seilscheibendurchmesser wird mit dem optimalen Seildurchmesser die maximale Seillebensdauer erreicht. Der Seildurchmesser sollte so groß oder etwas kleiner als der optimale Seildurchmesser sein, da oberhalb des optimalen Seildurchmessers die Seillebensdauer wieder abnimmt.

Die Berechnung dieser Grenzen ist relativ aufwendig. Ein Rechenprogramm, das kostenlos genutzt werden kann, berechnet diese Grenzen.
Vor der Benutzung dieser Methode müssen die effektive Seilzugkraft, die Art und Anzahl der Biegungen, die das höchstbeanspruchte Seilstück je Arbeitsspiel erfährt, und die ungefähre Länge dieses Seilstücks ermittelt werden.

## Sicherheit
Die Drahtseile werden durch schwellende Spannungen, durch Verschleiß, durch Korrosion und in seltenen Fällen durch Gewalteinwirkungen beansprucht. Ihre Lebensdauer ist deshalb – von wenigen Ausnahmen abgesehen – endlich. Die sichere Anwendung der Drahtseile ist davon abhängig, dass ihre Ablegereife rechtzeitig entdeckt wird, bevor ein gefährlicher Zustand eintritt. Das wichtigste Ablegekriterium ist die Zahl der gebrochenen Drähte auf Bezugslängen. Die Bezugslänge von zum Beispiel 30-fachem Seildurchmesser ist eingesetzt, weil die Drähte wegen der Verseilung nach wenigen Windungen abseits von ihrem Bruch wieder vollständig mittragen. Es ist ein wesentlicher Vorteil der Drahtseile gegenüber anderen Zugmitteln, dass ein Teil der Drähte gebrochen sein kann, bevor die Sicherheit beeinträchtigt ist. Die Sicherheit wächst wegen der besseren Erkennbarkeit mit der Größe der Ablegedrahtbruchzahl.
Beim Einsatz der Seile für die Personenförderung ist die sonst übliche visuelle und taktile Seilinspektion nicht ausreichend. Bei Aufzügen werden deshalb parallel tragende Seile und Fangvorrichtung zur Verhinderung eines Absturzes eingesetzt. Bei Seilbahnen und bei Schachtförderanlagen werden die Seile durch magnetische Verfahren im Durchlauf geprüft, mit denen auch innere Drahtbrüche entdeckt werden können.

## Paralleldrahtseile

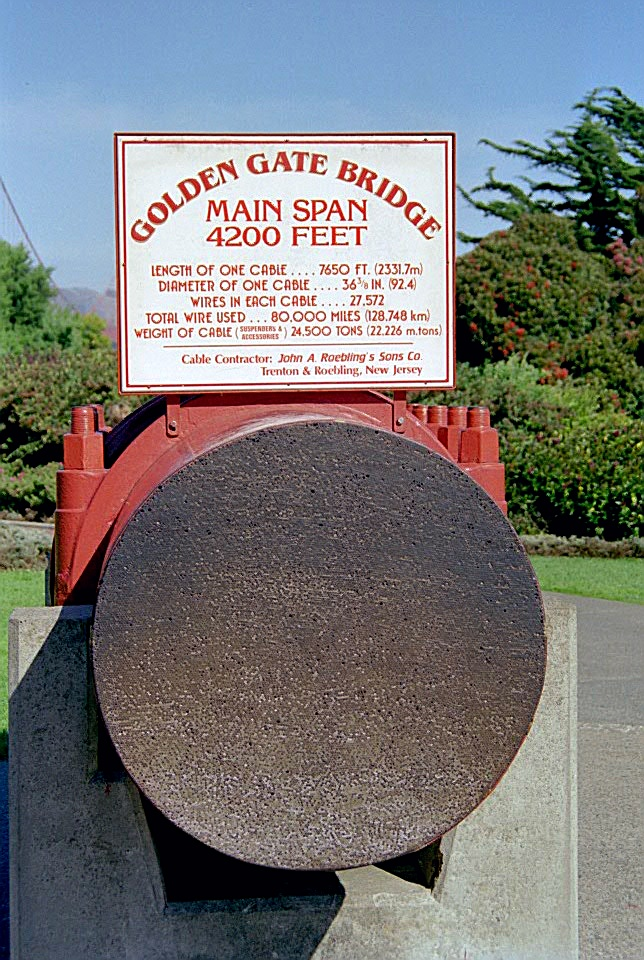
Das 92 cm starke Stahlseil der Golden Gate Bridge mit 27.572 parallel liegenden Drähten

Paralleldrahtseile werden vor allem als Tragseile von Hängebrücken eingesetzt. Sie sind so groß, dass sie früher nur direkt auf der Brücke selbst im sogenannten Luftspinnverfahren hergestellt werden konnten. Dabei wurde ein Hilfsseil so über die Pylone gezogen, dass es die gleiche Kurve wie das geplante Tragseil beschreibt. An dem Hilfsseil wurde eine sehr große Zahl einzelner Drähte nacheinander von einem hin- und herlaufenden Rad über die Brücke gezogen. Die Tragseile der Golden Gate Bridge wurden auf diese Weise hergestellt. Jedes Seil besteht aus 27.572 einzelnen Drähten. Die parallel nebeneinander liegenden und nicht verdrehten oder geschlagenen Drähte wurden so befestigt, dass alle Drähte die gleiche Last tragen. Abschließend wurden die Drähte ummantelt und von Seilklemmen zusammengepresst.
Seit den 1960er Jahren werden auch vorgefertigte Paralleldrahtseile verwendet, die abgekürzt auch als PPWS für Prefabricated Parallel Wire Strand bezeichnet werden. Dies war erst möglich, nachdem untersucht worden war, wie diese Seile auf Kabeltrommeln aufgewickelt werden können, ohne dabei bleibende Verformungen zu erhalten. Typischerweise werden 37, 61, 91 oder 127 Drähte zu einem sechseckigen Querschnitt zusammengefügt. Eine Kabeltrommel mit Parallelseil kann heute bis zu 85 Tonnen wiegen. Die Technik wurde zuerst im großen Stil in Japan eingeführt. Beispiele für Brücken mit Tragkabeln aus vorgefertigten Parallelseilen sind die Jiangyin-Brücke in China oder die Kammon-Brücke und die Akashi-Kaikyō-Brücke in Japan.

## Redewendung
Als „Drahtseilakt“ bezeichnet man, außer der ursprünglichen akrobatischen Vorführung von Seiltänzern auf einem Drahtseil, im übertragenen Sinne ein gefährliches oder schwieriges Unterfangen, bei dem der Durchführende die Balance behalten muss.
Menschen mit „Nerven wie Drahtseile“ gelten als psychisch extrem belastbar.

## Weitere Arten
- Forstseil

## Spezielle Verwendungen
- Im Zweiten Weltkrieg wurde die Oberndorfer Fliegersperre an einem Drahtseil über das Neckartal gespannt.